# Sylvia Robinson
Sylvia Robinson (née Vanterpool; 29 de maio de 1935 - 29 de setembro de 2011) foi uma cantora, musicista, produtora musical e executiva de gravadoras norte-americanas. Robinson era mais conhecida por seu trabalho como fundadora e CEO da gravadora de hip hop Sugar Hill Records.  Robinson é creditada como a força motriz por trás de dois singles de referência no gênero hip hop; "Rapper's Delight" (1979), do Sugarhill Gang e "The Message" (1982), do Grandmaster Flash e os Furious Five; o que a levou a ser apelidada de "A Mãe do Hip-Hop". Robinson recebeu um Pioneer Award por sua carreira como cantora e fundadora da Sugarhill Records na 11ª Gala Anual de Rhythm and Blues Awards em 2000. Robinson morreu de insuficiência cardíaca congestiva em 29 de setembro de 2011 aos 76 anos.

## Infância
Robinson nasceu como Sylvia Vanterpoolm em 29 de maio de 1935 no Harlem, Nova York, Estados Unidos, filha de Herbert, um imigrante das Ilhas Virgens que trabalhou para a General Motors e Ida Vanterpool. Robinson estudou na Washington Irving High School até abandonar aos 14 anos e começou a gravar canções em 1950 para a Columbia Records sob o pseudônimo "Little Sylvia".

## Carreira

### Início de carreira
Em 1954, ela começou a fazer parceria com o guitarrista do Kentucky, Mickey Baker, que a ensinou a tocar violão. Em 1956, a dupla agora conhecida como Mickey & Sylvia, gravou o single de rock escrito por Bo Diddley e Jody Williams, "Love Is Strange", que liderou as paradas de R&B e alcançou o número onze nas paradas pop da Billboard no início de 1957. Depois de várias mais lançamentos, incluindo o modesto sucesso "There Oughta Be a Law", Mickey e Sylvia se separaram em 1959 e mais tarde se casou com Joseph Robinson. Sylvia reiniciou sua carreira solo logo após sua separação inicial de Baker, primeiro sob o nome de Sylvia Robbins. Em 1961, a dupla se reuniu e gravou mais canções para várias gravadoras, incluindo as próprias. Foi chamado Willow Records e foi distribuído pela King Records de Cincinnati. Eles são os mais notados nesse período por fazer backing vocal no single de sucesso de Ike & Tina Turner, "It's Gonna Work Out Fine". Em 1964, frustrado com o negócio da música, Baker se mudou para Paris.
Em 1966, os Robinsons se mudaram para Nova Jersey, onde formaram uma gravadora de soul, All Platinum Records, no ano seguinte, com o artista Lezli Valentine, ex-Jaynetts, trazendo à gravadora seu primeiro sucesso com "I Won't Do Anything" . Em 1968, a dupla assinou um ato em Washington, DC chamado The Moments, que imediatamente obteve sucesso com "Not on the Outside". Dentro de alguns anos e com uma nova formação, o grupo marcou seu maior sucesso com "Love on a Two-Way Street" (1970), que Sylvia co-escreveu e produziu com Bert Keyes e letras (não creditadas) de Lezli Valentine. Outros sucessos da gravadora e de suas subsidiárias, incluindo Stang and Vibration, incluíram "Shame, Shame, Shame" (1975), da Shirley & Company, "Sexy Mama", do Moments, e "Look Me Me (I'm Apaixonado)", Retta Young "(Enviando um) SOS" (1975) e a colaboração Whatnauts / Moments, "Girls". Robinson co-escreveu e produziu muitas das faixas, embora mais tarde tenha sido apoiada por dois membros do The Moments, Al Goodman e Harry Ray, além de produtores locais, George Kerr e Nate Edmonds.
Em 1982, Sylvia Robinson, com Grandmaster Flash e os Furious Five, produziu o disco "The Message", que foi realizado por Grandmaster Flash e os Furious Five. Embora o Grandmaster e os Furious Five tenham sido importantes para o sucesso deste disco, é essencial reconhecer a contribuição que Sylvia Robinson deu na produção dessa faixa histórica. A gravação discutia a vida no gueto e, na época em que foi produzido, tornou-se uma das faixas mais influentes e impactantes. Em 5 de dezembro de 2012, a Rolling Stone selecionou "The Message" como uma das "50 Maiores Músicas de Hip-Hop de Todos os Tempos". Para a Rolling Stone compor essa lista, a empresa pediu a 33 artistas e especialistas diferentes de todos os gêneros, incluindo Busta Rhymes, Boots Riley, O golpe, Mike Diamond, dos Beastie Boys e Talib Kweli, entre outros. Uma vez que os votos na Rolling Stone trituravam os números, "The Message" foi colocado no primeiro lugar da lista. Grandmaster Flash declarou-se "E quando esse projeto estava pronto, The Mensage; estou falando sobre isso; ela nos pedia um período de tempo para gravar um disco que tivesse a ver com as coisas da vida real que acontecem na vida real". e nós meio que esquivamos por um minuto".  Sem a insistência e pressão de Sylvia Robinson, não haveria" The Mensage "nem o Grandmaster Flash nem os outros quatro membros do Furious Five tiveram qualquer tipo de envolvimento em criando o registro real, eles apenas o executaram. Este foi o primeiro registro desse tipo, onde o DJ que era a pedra angular do Hip-Hop na época (1980) não estava envolvido na criação de uma faixa que eles tocaram.

### Carreira Solo
Em 1972, Robinson enviou uma demo de uma canção que ela havia escrito chamada "Pillow Talk" para Al Green. Quando Green desistiu, devido a suas crenças religiosas,  Robinson decidiu gravá-lo, retornando à sua própria carreira musical. Anunciado simplesmente como Sylvia, o recorde se tornou um grande sucesso, alcançando o número um na parada de R&B e cruzando para alcançar o Billboard Hot 100 (# 3), enquanto também alcançava o 14º lugar no Reino Unido no verão de 1973. Ela estava premiado com um disco de ouro pela RIAA, em maio de 1973, ganhou uma indicação para o Grammy Award para Best Female R&B Vocal Performance no Grammy Awards de 1974. Os suspiros e gemidos sutilmente orgásmicos de "Pillow Talk" foram anteriores aos da canção "Love to Love You Baby" de Donna Summer, lançada em 1975. Revendo o LP de estreia de Robinson em 1973 (também intitulado Pillow Talk), Robert Christgau escreveu no Christgau's Record Guide: Rock Albums of the Seventies (1981) que é "Let's Get It On sem valores de produção. Chame de subdesenvolvido, se quiser; eu vou mencione que não é afetado. Incluindo a melhor letra de paz ouvida recentemente, intitulada 'Had Any Lately?'".

### Sugarhill Records
Nos anos 70, os Robinsons fundaram a Sugar Hill Records. A empresa recebeu o nome da área culturalmente rica em Sugar Hill no Harlem, um bairro afro-americano em Manhattan, Nova York, conhecido como um centro para artistas e intérpretes no início e meados de 1900. [23] [24] A canção "Rapper's Delight" (1979), apresentada por o Sugarhill Gang, trouxe o rap para a arena da música pública ao alcançar uma das primeiras canções de hip hop comercialmente bem-sucedidas [25] e revolucionou a indústria da música introduzindo rap, scratch e breakdance. Atos posteriores assinados pela Sugar Hill Records incluíram o grupo de rap / funk feminino The Sequence, com uma adolescente Angie Stone (gravando como "Angie B"), que teve um sucesso de milhões de vendas no início de 1980 com "Funk U Up". A Sugar Hill Records acabou em 1985, devido a mudanças na indústria da música, a concorrência de outras gravadoras de hip-hop, como Profile e Def Jam, além de pressões financeiras. Robinson, que agora se divorciara de Joe Robinson, continuou seus esforços como executiva musical, formando a Bon Ami Records em 1987. A gravadora foi conhecida por assinar o ato The New Style, que mais tarde saiu e encontrou o sucesso de Naughty by Nature.